# Veteran Jaya
Veteran Jaya is een bestuurslaag in het regentschap Ogan Komering Ulu van de provincie Zuid-Sumatra, Indonesië. Veteran Jaya telt 3189 inwoners (volkstelling 2010).